# 104 (liczba)
104 (sto cztery) – liczba naturalna następująca po 103 i poprzedzająca 105.

## W matematyce
- 104 jest liczbą Rutha-Aarona, jednakże nie należy na żadnej pary Rutha-Aarona[1][2]
- 104 jest palindromem liczbowym, czyli może być czytana w obu kierunkach, w pozycyjnym systemie liczbowym o bazie 5 (404), bazie 6 (252) i bazie 12 (88)
- 104 należy do 9 trójek pitagorejskich (40, 96, 104), (78, 104, 130), (104, 153, 185), (104, 195, 221), (104, 330, 346), (104, 672, 680), (104, 1350, 1354), (104, 2703, 2705).

## W nauce
- liczba atomowa rutherfordu (Rf)
- galaktyka Messier 104
- galaktyka NGC 104
- planetoida (104) Klymene
- kometa krótkookresowa 104P/Kowal

## W kalendarzu
104. dniem w roku jest 14 kwietnia (w latach przestępnych jest to 13 kwietnia). Zobacz też co wydarzyło się w roku 104, oraz w roku 104 p.n.e.